# Eumorphometra
Eumorphometra is een geslacht van haarsterren uit de familie Antedonidae.

## Soorten
- Eumorphometra aurora John, 1938
- Eumorphometra concinna Clark, 1915
- Eumorphometra fraseri John, 1938
- Eumorphometra hirsuta (Carpenter, 1888)
- Eumorphometra marri John, 1938